# The Girls Next Door
The Girls Next Door är en dokusåpa på amerikanska E!. Serien kretsar kring fotomodellerna Holly Madison, Bridget Marquardt och Kendra Wilkinson, som bor tillsammans med Playboys grundare Hugh Hefner på The Playboy Mansion. Serien visades i Sverige på Kanal 5.